# Parc national d'Akanda
Le parc national d'Akanda est une aire naturelle protégée située au nord-est de Libreville, au Gabon. Il a été créé en 2002.

## Situation
Bordé par les baies de la Mondah et de Corisco, ce parc présente un paysage de mangrove, riche en espèces aquatiques, en amphibiens et en oiseaux. C'est le site le plus important du Gabon pour les oiseaux migrateurs. Des tortues marines fréquentent aussi les eaux du parc. Les associations de protection de l'environnement s'inquiètent de l'augmentation de la pression anthropique dans le parc d'Akanda. En raison de la proximité de la capitale gabonaise, un nombre croissant de pêcheurs et de bûcherons viennent y exercer leur activité pour revendre ensuite en ville poisson fumé, planches et bois de chauffage. C'est un des rares endroits au Gabon où le nombre des hommes commence à poser des problèmes. Depuis 2007, le parc est compris dans le site Ramsar du parc national d'Akanda,.